# Jean Graton
Jean Graton (Nantes, 10 augustus 1923 – Brussel, 21 januari 2021) was een Frans striptekenaar.
Graton werd geboren in Frankrijk, maar vertrok na de Tweede Wereldoorlog naar België waar hij stripverhalen ging tekenen. Hij kreeg zijn eerste grote kans bij uitgeverij Dupuis toen hij voor het stripweekblad Robbedoes enkele afleveringen van De verhalen van oom Wim mocht aanleveren. Enkele jaren nadien maakte hij de overstap naar het rivaliserende weekblad Kuifje van uitgeverij Le Lombard dat destijds geleid werd door Hergé. Daar startte hij met zijn belangrijkste en succesrijkste serie Michel Vaillant die nog steeds loopt, maar tegenwoordig volledig overgenomen is door zijn zoon Philippe Graton die vanaf album nr. 57, Sporen van Jade, in 1994 coauteur werd. Deze laatste herlanceerde de serie, die na publicatie van album nr. 70 24 uur onder invloed gedurende vijf jaar stil lag, in 2012. Voor dit "nouvelle saison", zoals hij de herstart doopte, deed hij beroep op een nieuwe scenarist die samen met hem de verhaallijnen uitwerkt en twee nieuwe tekenaars ter vervanging van de oude ploeg van Studio Graton. Jean Graton was zelf niet langer actief als striptekenaar.
De rivaliteit die destijds heerste tussen de weekbladen Robbedoes en Kuifje, komt aan bod in het Michel Vaillant-album Tocht door de nacht, wanneer Graton een vrachtwagen van de transportfirma Vaillant een lading papier laat opladen bij "uitgeverij Van de Put" (put is puits in het Frans) in Marcinelle (waar uitgeverij Dupuis gevestigd is). Hierop blijkt dat er niet alleen papier geladen wordt, maar ook illegaal wapens aan boord van de vrachtwagen gesmokkeld worden, dit alles terwijl de jonge bijrijder van de Vaillant-vrachtwagen zit te lezen in een exemplaar van het weekblad Kuifje dat hem door een personeelslid van de drukkerij is overhandigd.
Auteur/tekenaar van de strips:
- De Labourdets (het scenario voor deze strip schreef zijn vrouw Francine Graton).
- Michel Vaillant
- Julie Wood

Deze strips worden altijd bijzonder goed gedocumenteerd, er worden altijd veel foto's gemaakt die als voorbeeld dienen.
Jean Graton schreef ook een Michel Vaillant-dossier over de wereldberoemde formule 1-coureur Ayrton Senna: Dossier Michel Vaillant 6: Ayrton Senna: Het heilig vuur.